# Формування під тиском

Формувальний (штампувальний) прес.

Формування під тиском — це ряд різних пластмасо-, металоформувальних процесів, що здійснюються переважно холодним способом та використовуються для розділення, формування та поєднання матеріалів у вигляді листів, плівок та дощок (металевих або неметалевих).
Формування під тиском проводиться за допомогою інструментів, що називаються поршнями, переважно на механічних або гідравлічних пресах.
Процеси обробки, протягом яких відокремлення матеріалу є окремою групою (так зване тиснення — формування). Детальна класифікація та назва індивідуальних пресувальних процесів розрізняють переважно стресовий стан.